# Nikolaj Sjamov
Nikolaj Sjamov (ryska:Николай Шамов), född 22 augusti 1936 i Moskva, är en sovjetisk tidigare backhoppare som tävlade för Sovjetunionen. Sjamov representerade Dynamo Moskva.

## Karriär
Nikolaj Sjamov debuterade internationellt i tysk-österrikiska backhopparveckan säsongen 1955/1956. Sjamov placerade sig inte bland de tio bästa i öppningstävlingen i Schattenbergschanze i Oberstdorf i dåvarande Västtyskland. I nyårstävlingen i Garmisch-Partenkirchen delade han sjundeplatsen med Max Bolkart från Västtyskland. Sjamov tog en fjärdeplats i Innsbruck och en sjätteplats i avslutningstävlingen i Paul-Ausserleitner-Schanze i Bischofshofen. Sammanlagt blev Nikolaj Sjamov nummer tre i backhopparveckan 1955/1956, 24,0 poäng efter landsmannen Nikolaj Kamenskij och 1,0 bak Sepp Bradl från Österrike som vann den allra första backhopparvecakan 1953. 

Under tysk-österrikiska backhopparveckan 1956/1957 vann Sjamov andra deltävlingen, som arrangerades i Bergiselschanze i Innsbruck i Österrike säsongen 1956/1957. Sjamov vann med 3,0 poäng före Nikolaj Kamenskij. Nikolaj Sjamov blev nummer tre i avslutningstävlingen i Bischofshofen. I nästa säsong i backhopparveckan, 1957/1958, blev Sjamov nummer 7 i Oberstdorf, nummer 2 i Garmisch-Partenkirchen, nummer 9 i Innsbruck och nummer 6 i Bischofshofen. Sammanlagt blev han nummer två, 4,8 poäng efter Helmut Recknagel från Östtyskland och 1,1 poäng före Nikolaj Kamenskij.
Sjamov tävlade i backhopparveckan till säsongen 1963/1964. Han fick en pallplats i deltävlingen i Schattenbergschanze i Oberstdorf 28 december 1958 och en fjärde plats sammanlagt i turneringen 1958/1959. Han blev nummer 9 sammanlagt säsongerna 1960/1061 och 1961/1962. 
Sjamov deltog i 3 olympiska vinterspel. I OS-1956 i Cortina d'Ampezzo i Italien kom han på en 16:e plats i Trampolino Italia. Under olympiska spelen 1960 i Squaw Valley i Kalifornien i USA blev Sjamov nummer 10, hans bästa placering i OS. Han var 8,8 poäng från en OS-medalj. I OS-1964 i Innsbruck i Tyrolen i Österrike blev han nummer 36.
Under Skid-VM 1958 i Lahtis i Finland blev Sjamov nummer 9. Han blev också nummer 9 i normalbacken under Skid-VM 1962 i Zakopane i Polen. Han var 10,5 poäng efter segraren Toralf Engan från Norge och 6,7 poäng från prispallen. Sjamov blev nummer 14 i stora backen.
Nikolaj Sjamov vann Holmenkollrennet i Oslo 1961. Han vann före Hemmo Silvennoinen från Finland och lagkamraten Nikolaj Kamenskij. 